# 市役所前停留場 (広島県)
市役所前停留場（しやくしょまえていりゅうじょう、市役所前電停）は、広島市中区国泰寺町一丁目にある広島電鉄宇品線の停留場である。駅番号はU04。
広島市役所は当停留場の東に隣接している。

## 歴史
当停留場は1912年（大正元年）に宇品線が紙屋町停留場から御幸橋停留場までの区間で営業を開始した際に真菰橋停留場（まこもばしていりゅうじょう）として開設された。停留場名はかつて当地を流れていた西塔川（西堂川）に架かっていた真菰橋の名に由来し、停留場のある場所もこの真菰橋が架かっていた場所に相当する。真菰橋の東岸に相当する地域には真菰町の町域が広がっていたが、1919年（大正8年）ごろ町名変更により国泰寺町に改められたため、当停留場も真菰橋の名を外して公会堂前停留場（こうかいどうまえていりゅうじょう）に改称された。停留場名にもなった広島市公会堂は当時、現在の中区役所付近に存在していたが、太平洋戦争中に建物疎開のあおりを受けて取り壊されている。
停留場も戦時下の1944年（昭和19年）に休止されたが、1946年（昭和21年）11月に営業を再開した。このとき、停留場名は市役所前停留場に改称されている。

### 年表
- 1912年（大正元年）11月23日：真菰橋停留場として開業[3]。
- 1919年（大正8年）ごろ：公会堂前停留場に改称[3]。
- 1944年（昭和19年）6月10日：休止[3]。
- 1946年（昭和21年）11月1日：再開とともに市役所前停留場に改称[3]。
- 1996年（平成8年）10月：駅番号「U4」を付与[5]。
- 2009年（平成21年）2月：広告付き上屋を設置[6]。月末にはホームが移設される[7]。
- 2025年（令和7年）8月3日：駅番号を「U04」へ変更[8]。

真菰橋から公会堂前への改称時期を1917年（大正6年）以前とする資料もあるが、『広島電鉄開業100年・創業70年史』では1918年（大正7年）時点での停留場名を「真菰橋」とする。

## 停留場構造
宇品線はほぼ全区間で軌道が道路上に敷かれた併用軌道であり、当停留場も道路上にホームが置かれている。ホームは低床式で上下2面あり、南北方向に伸びる2本の線路を挟み込むように配置されている。ただし互いのホームは南北方向にずれて位置しており、北に紙屋町方面へ向かう上りホーム、南に広島港方面へ向かう下りホームがある。2009年（平成21年）にホームが移設されるまでは配置が反対で、北に下りホーム、南に上りホームがあった。
ホームにはガラス張りの広告付き上屋が取り付けられている。これも2009年に整備されたもので、広告付きの上屋は日本の路面電車停留場では初の設置例となった。また上りホーム・下りホームともバリアフリーに対応している。

### 運行系統
当停留場には広島電鉄が運行する系統のうち、1号線、3号線、7号線、それに0号線が乗り入れている。
| 下りホーム （日赤病院前方面） | 1号線 · 7号線 | （広電本社前経由）広島港（宇品）ゆき |
| 下りホーム （日赤病院前方面） | 3号線 · 0号線 | 広電本社前ゆき                       |
| 下りホーム （日赤病院前方面） | 0号線         | 日赤病院前ゆき                       |
| 上りホーム （紙屋町方面）     | 1号線         | （八丁堀経由）広島駅ゆき             |
| 上りホーム （紙屋町方面）     | 3号線         | （十日市町経由）広電西広島ゆき       |
| 上りホーム （紙屋町方面）     | 7号線         | （十日市町経由）横川駅ゆき           |

## 停留場周辺
広島市役所、中区役所、広島中央郵便局など公共施設が集積する ほか、周辺には多くのオフィスビルが立ち並ぶ。また停留場のある道路は国道54号、停留場南側すぐには国道2号（新広島バイパス）が通り、人・車ともに往来が非常に多い。
- JAビル
- NTTドコモ広島大手町ビル（旧称NTTドコモ中国大手町ビル）
- 広島県立広島国泰寺高等学校
- 広島県立西高等学校
- 広島市立国泰寺中学校
- 広島市立大手町商業高等学校

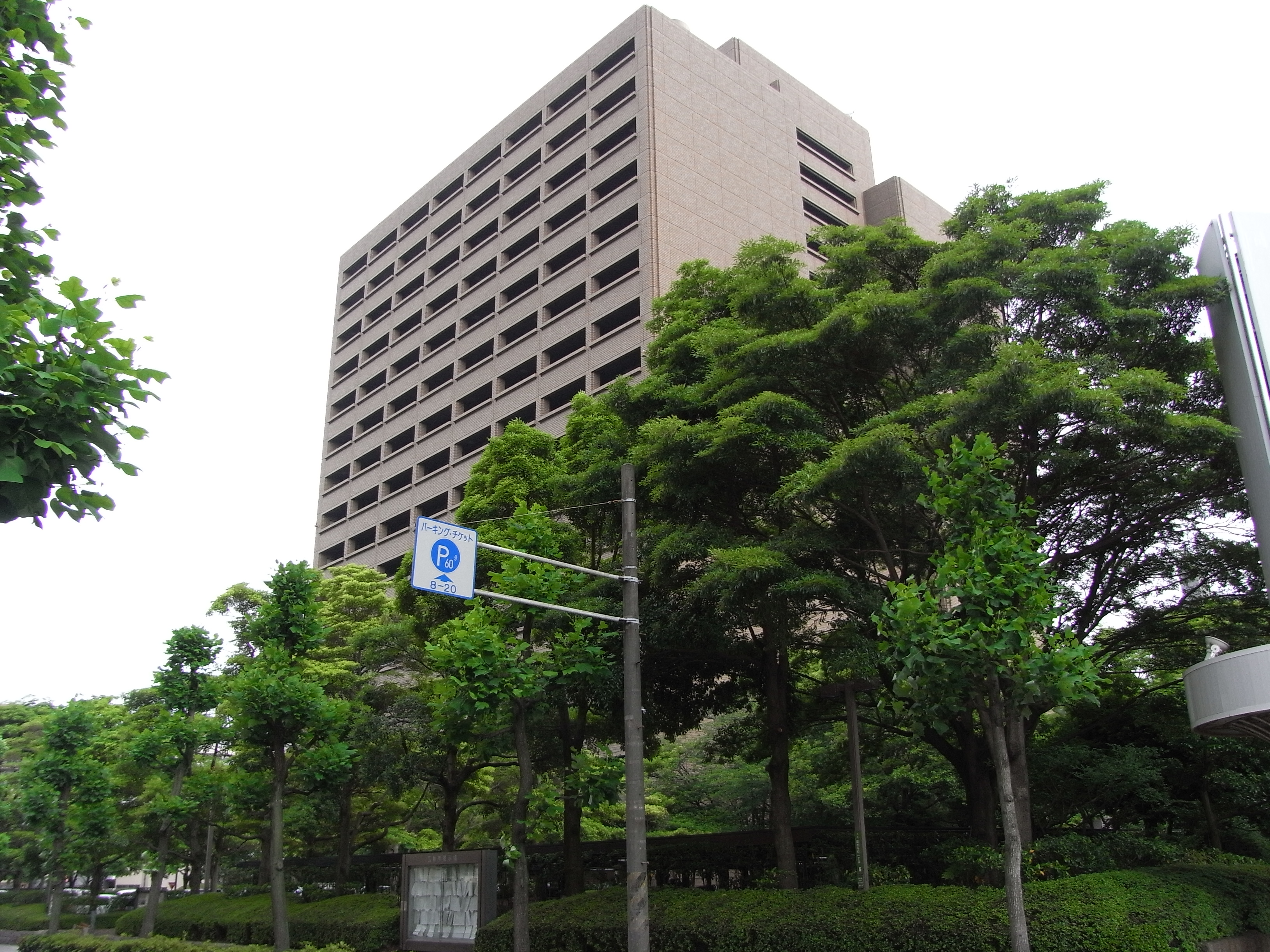
広島市役所
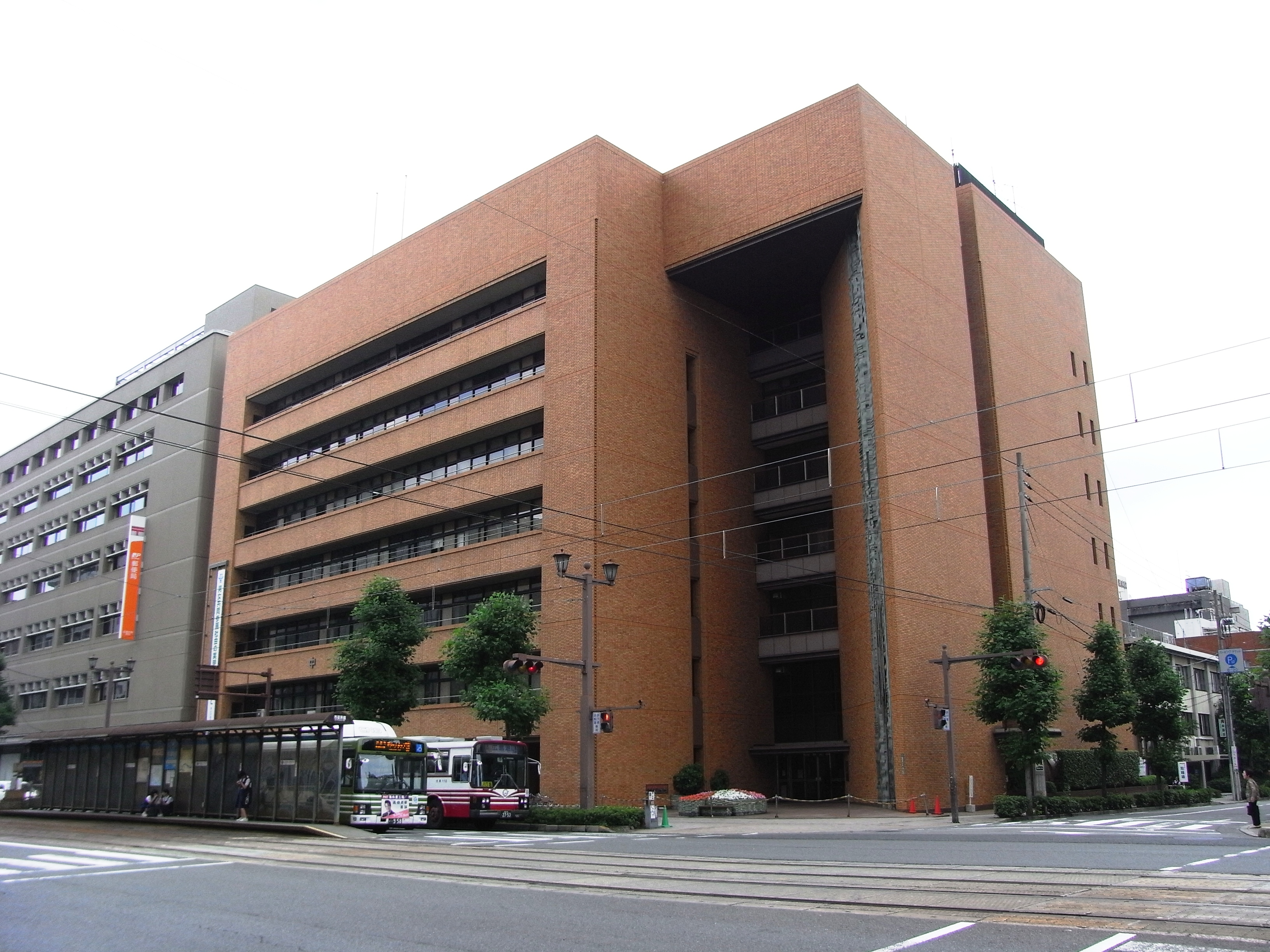
広島市中区役所
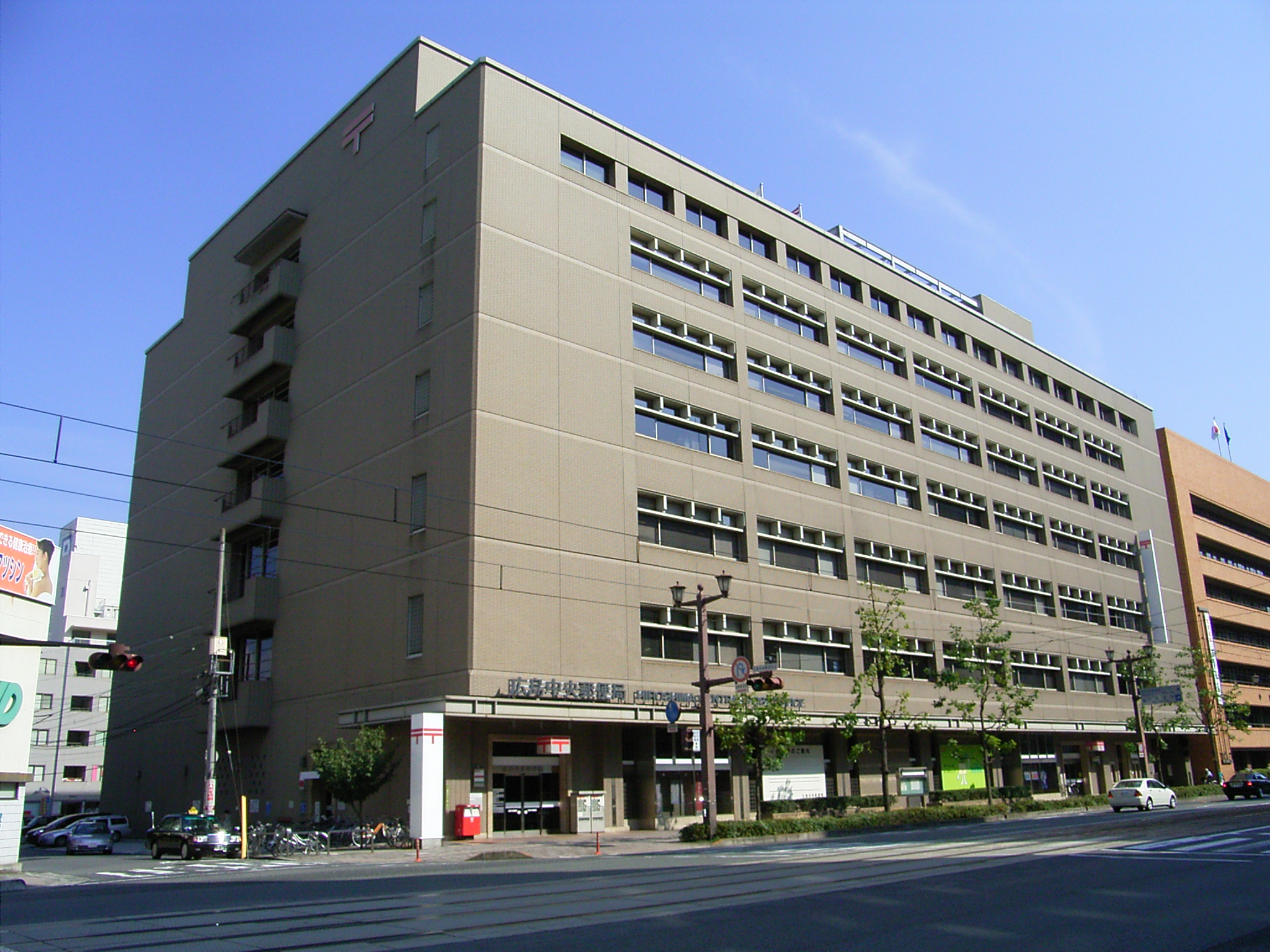
広島中央郵便局

## バス路線
鯉城通り沿いに市役所前バス停があり、広電バス・広島バス・中国JRバス・芸陽バス が停車する。
市役所前バス停（南行き 舟入本町・南区役所方面）
- 3（広電バス） 観音新町三丁目・マリーナホップ方面
- 6（広電バス） 舟入南・江波営業所方面
- 7（広電バス） 南区役所・東雲方面
- 10（広電バス） 南区役所・大学病院前方面 平日朝のみ
- 12-3（広電バス） 仁保沖町方面 平日朝のみ
- 21（広島バス） ベイシティ宇品・広島港桟橋方面
- 41（広電バス・芸陽バス） 南区役所・東雲方面
- 54,55（広電バス） 観音本町・西広島バイパス方面
- クレアライン（広電バス・中国JRバス） 呉市方面

市役所前バス停（北行き 本通り方面）
- 3（広電バス） 紙屋町方面
- 6（広電バス） 紙屋町方面
- 7（広電バス） 紙屋町方面
- 10 急行（広電バス） 己斐（西広島駅）方面 平日朝・夕のみ
- 12-3（広電バス） 新白島駅方面 平日夕のみ
- 21（広島バス） 紙屋町方面
- 41（広電バス・芸陽バス） 紙屋町方面
- 54,55（広電バス） 紙屋町方面
- 101 エキまちループ 右まわり（広電バス・広島バス） 市役所前発 広島駅方面 平日夕のみ

## 隣の停留場
広島電鉄
宇品線
中電前停留場 (U03) - 市役所前停留場 (U04) - 鷹野橋停留場 (U05)